# Bernd Naumann (Germanist)
Bernd Naumann (* 27. Februar 1938 in Hirschfeld, Sachsen; † 28. Mai 2022 in Heidelberg) war ein deutscher Germanist und Sprachwissenschaftler.

## Leben und Werk
Naumann studierte Germanistik und Anglistik in Heidelberg, Bristol und Erlangen. Er  promovierte 1967 in Erlangen bei Siegfried Beyschlag mit Dichter und Publikum in deutscher und lateinischer Bibelepik des frühen 12. Jahrhunderts : Untersuchungen zu frühmittelhochdeutschen und mittellateinischen Dichtungen über die kleineren Bücher des Alten Testaments (Nürnberg 1968). Nach sechsjähriger Tätigkeit als Statutory Lecturer in Dublin wurde er 1975 auf eine Professur für Germanistische Linguistik an die Universität Erlangen-Nürnberg berufen. 1982 habilitierte er sich bei Horst Haider Munske mit Grammatik der deutschen Sprache zwischen 1781 und 1856. Die Kategorien der deutschen Grammatik in der Tradition von Johann Werner Meiner u. Johann Christoph Adelung (Berlin 1986). 1995 war er Gastprofessor in Kyoto. Von 1996 bis 2002 war er Prorektor der Universität Erlangen-Nürnberg. 2003 wurde er emeritiert. Er schrieb zahlreiche Features für den Bayerischen Rundfunk. Naumann war verheiratet mit der Schriftstellerin Ursula Naumann. Er starb im Mai 2022 in Heidelberg im Alter von 84 Jahren.

## Weitere Werke
- (Hrsg.) (zusammen mit Otmar Werner) Formen mittelalterlicher Literatur. Siegfried Beyschlag  [1905-1996] zu seinem 65. Geburtstag von Kollegen, Freunden und Schülern, Göppingen 1970
- Wortbildung in der deutschen Gegenwartssprache, Tübingen 1972, Einführung in die Wortbildungslehre des Deutschen, 2. Aufl., Tübingen 1986,  3. Auflage, Tübingen 2000 (auch in koreanischer, Seoul 2001, und japanischer Sprache)
- (Hrsg.) (zusammen mit John H. O’Meara) Latin Script and letters A.D. 400 – 900. Festschrift presented to Ludwig Bieler [1906-1981] on the occasion of his 70th birthday, Leiden 1976
- (Zusammen mit Gaston van der Elst und Elisabeth Leiss) Syntaktische Analyse, Erlangen 1985
- (Hrsg.) (zusammen mit Frans Plank und  Gottfried Hofbauer) Language and earth. Elective affinities between the emerging sciences of linguistics and geology, Amsterdam/Philadelphia 1992
- (Hrsg.) Dialogue analysis and the mass media. Proceedings of the international conference, Erlangen, April 2 - 3, 1998, Tübingen 1999
- Einführung in die Wortbildungslehre des Deutschen. 3. Aufl., Max Niemeyer Verlag, Tübingen 2000.